# Oblast Tschita
| Oblast Tschita \| \| \| \| Flagge \| Wappen \| | Oblast Tschita \| \| \| \| Flagge \| Wappen \| |
| Lage in Russland                               | Lage in Russland                               |
| ---------------------------------------------- | ---------------------------------------------- |
| Staat:                                         | Russland                                       |
| Föderationskreis:                              | Sibirien                                       |
| Fläche:                                        | 412.300 km²                                    |
| Einwohner:                                     | 1.128.238 (1. Januar 2006)                     |
| Bestandszeit:                                  | 26.9.1937 – 1.3.2008                           |
| Hauptstadt:                                    | Tschita                                        |
| Bevölkerungsdichte:                            | 2,7 Einwohner je km²                           |
| Kfz-Kennzeichen:                               | 75                                             |
| Flagge                                         | Wappen                                         |
| Flagge                                         | Wappen                                         |

Die Oblast Tschita (russisch Читинская область/ Tschitinskaja oblast) war eine Verwaltungsregion in Russland.
Die Oblast lag im südlichen Sibirien, sie grenzte an die Mongolei und China. Sie umfasste den östlichen Teil des Jablonowygebirges und das vorgelagerte Hügelland. Die wichtigsten Flüsse waren der Argun als Grenzfluss zu China und die Schilka. Von der Oblast eingeschlossen wurde der Autonome Kreis der Aginer Burjaten. Aus beiden Gebieten wurde am 1. März 2008 die Region Transbaikalien (Забайкальский край = Zabajkal'skij kraj).
In der zweiten Hälfte des 17. Jahrhunderts begann die russische Besiedlung der Region, bis ins 19. Jahrhundert war Tschita allerdings nur ein kleines Dorf und Exilstadt. Anfang des 20. Jahrhunderts erreichte die Transsibirische Eisenbahn die Oblast.
Eisenerz, Kupfer und Kohle zählen zu den wichtigsten Bodenschätzen, es werden noch weitere in den unerschlossenen Gebieten vermutet. Die Stahlindustrie und der Maschinenbau sind die wichtigsten Industriezweige.
Hauptstadt und einzige größere Stadt der Oblast war Tschita.

## Größte Städte
| Stadt                | Russischer Name        | Einwohner (1. Januar 2006) |
| -------------------- | ---------------------- | -------------------------- |
| Tschita              | Чита                   | 306.239                    |
| Krasnokamensk        | Краснокаменск          | 55.822                     |
| Borsja               | Борзя                  | 30.737                     |
| Petrowsk-Sabaikalski | Петровск-Забайкальский | 20.334                     |
| Nertschinsk          | Нерчинск               | 14.490                     |
| Schilka              | Шилка                  | 14.371                     |

Siehe auch: Liste der Städte in der Oblast Tschita